# 1718 en santé et médecine
| Années de la santé et de la médecine : 1715 - 1716 - 1717 - 1718 - 1719 - 1720 - 1721    |
| Décennies de la santé et de la médecine : 1680 - 1690 - 1700 - 1710 - 1720 - 1730 - 1740 |

Cet article présente les faits marquants de l'année 1718 en santé et médecine.

## Événements
- 11 décembre : le roi Charles XII de Suède est tué lors du siège du fort norvégien Fredriksten par un projectile qui lui traverse le crâne de part en part :

« Une balle pesant une demi-livre l’avait atteint à la tempe droite, et avait fait un trou dans lequel on pouvait enfoncer trois doigts ; sa tête était renversée sur le parapet, l’œil gauche était enfoncé, et le droit entièrement hors de son orbite. »

— Voltaire.

## Publications
- Pierre Dionis (1643-1718) : 
  - Traité général des accouchements[2].
  - 2e édition de Dissertation sur la mort subite, et sur la catalepsie[3].
- Parution du mémoire de Joseph François Lafitau au régent Philippe d'Orléans concernant le ginseng américain[4].
- Parution de l'ouvrage de Sébastien Vaillant dont une partie s'intitule « Établissement d'un nouveau genre de plante nommé Araliastrum, duquel le fameux ninzin ou ginseng des Chinois, est une espèce »[5].

## Naissances
- 15 février : Hilaire-Marin Rouelle (mort en 1779), apothicaire et chimiste français.
- 23 mai : William Hunter (mort en 1783), anatomiste écossais[6],[7].
- 9 octobre : Pierre Joseph Macquer (mort en 1784), médecin et chimiste français[8].

## Décès
- 29 janvier : Giacinto Cestoni (né en 1637), pharmacien italien[9].
- 11 mars : Guy-Crescent Fagon (né en 1638), médecin et botaniste français.
- 11 décembre : Pierre Dionis (né en 1643), chirurgien et anatomiste français.